# خرسنگ
خَرسَنگ به تخته‌سنگ‌های بزرگی گفته می‌شود که در روزگاران باستان یا پیش از تاریخ بر روی هم چیده شده باشد تا سازه‌ای یا یادمانی را پدید بیاورد.
یک سازهٔ خرسنگی می‌تواند از یک تخته‌سنگ تنها هم تشکیل شده‌باشد. در سازه‌های خرسنگی ملات یا دوغاب به‌کار نرفته بلکه تخته‌سنگ‌ها از راه چینش قفلی بر روی هم سوار شده‌اند.
برخی از خرسنگ‌ها به عنوان قطعه یا نشانه‌ای از آرامگاه‌های باستانی به‌جا مانده‌اند.
خرسنگ‌ها به سه دسته تقسیم می‌شوند:
- سنگ‌افراشت (به فرانسوی: menhir)، به صورت ایستاده می‌باشند و ارتفاعی بین نیم متر تا ۶ متر دارند و نمونه‌هایی ۲۳ متری نیز یافت شده‌است.
- میزسنگ (به فرانسوی: dolmen)، خرسنگ‌های میزی شکل هستند و معمولاً به‌عنوان گورهای دالانی مورد استفاده بوده‌اند.
- حصار خرسنگی (به فرانسوی: cromlech)، نیز خرسنگ‌هایی در محیط دایره‌ای هستند که به نوعی تلفیقی از دو خرسنگ قبلیست مانند بنای استون‌هنج در ۱۲۰ کیلومتری شهر لندن در انگلستان.

## نگارخانه

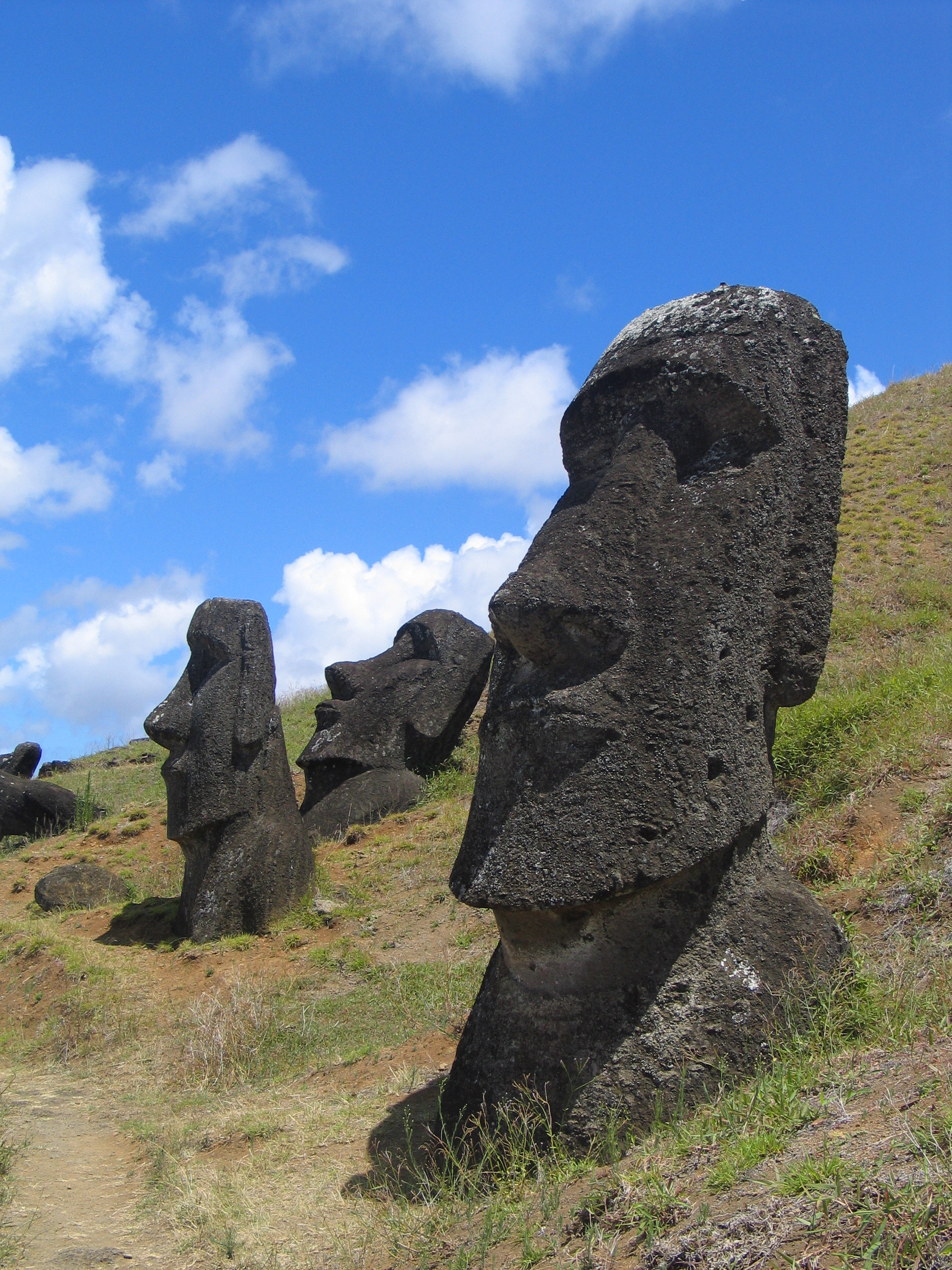
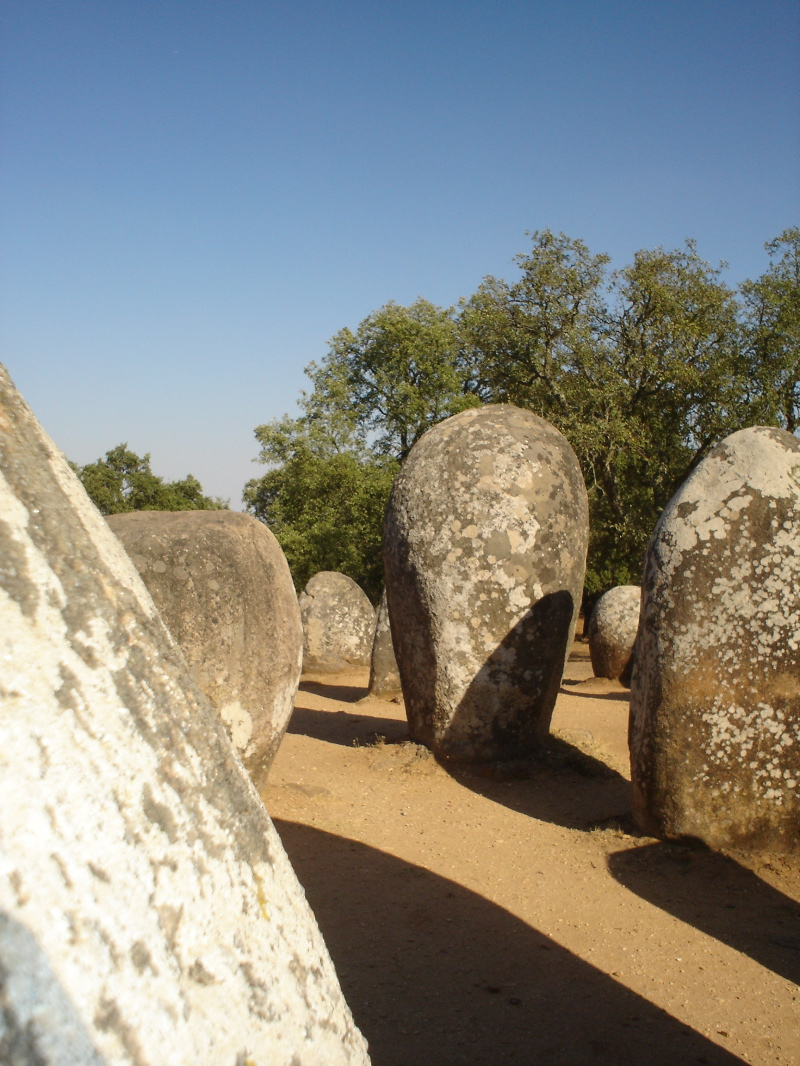
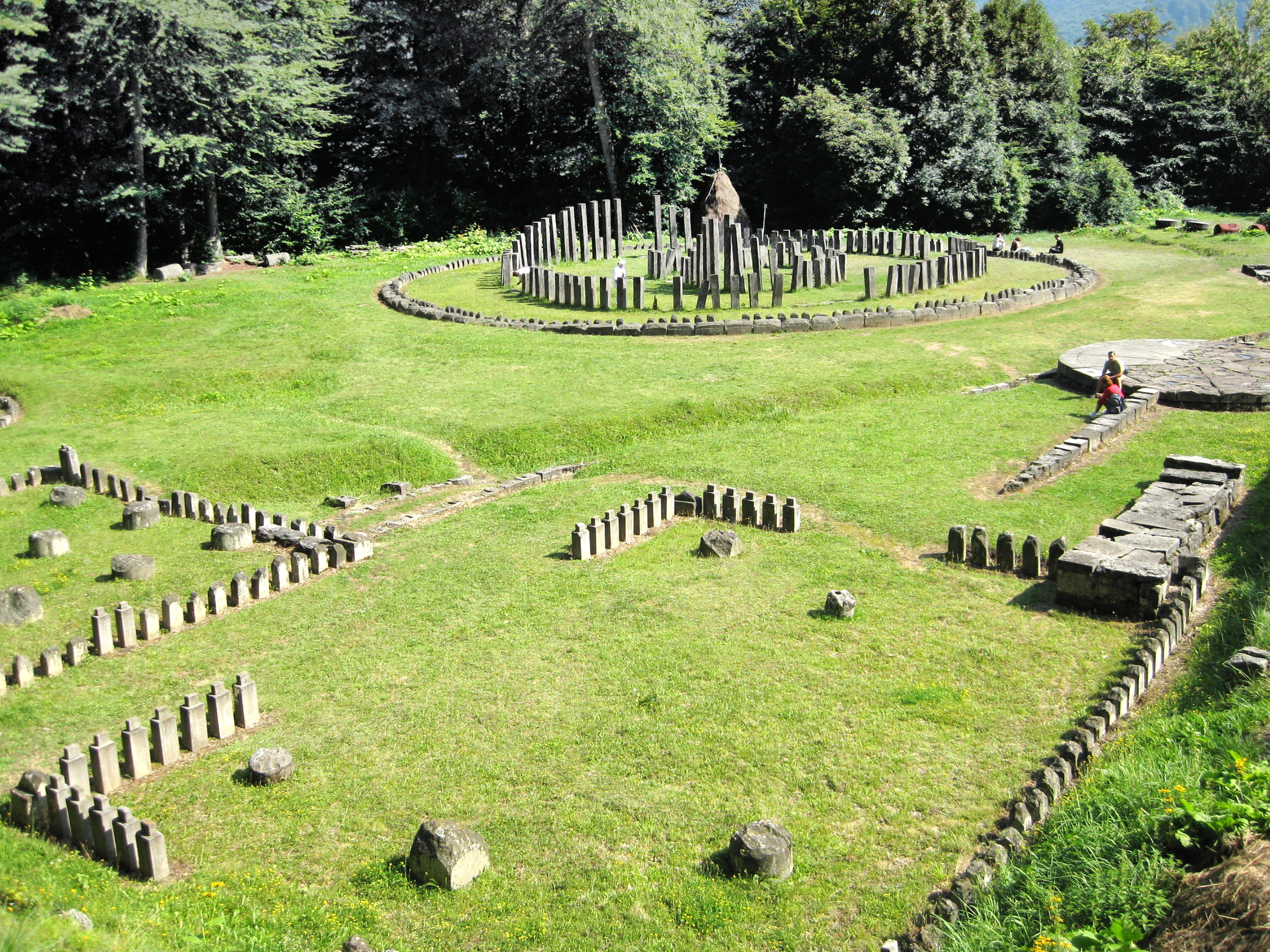
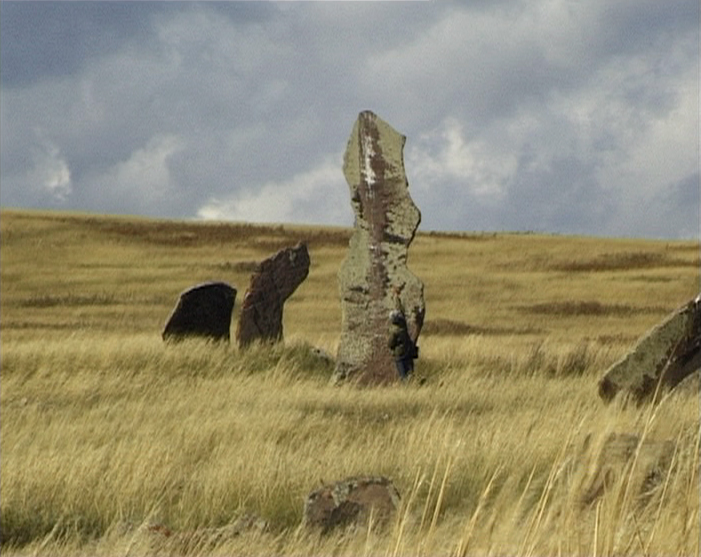
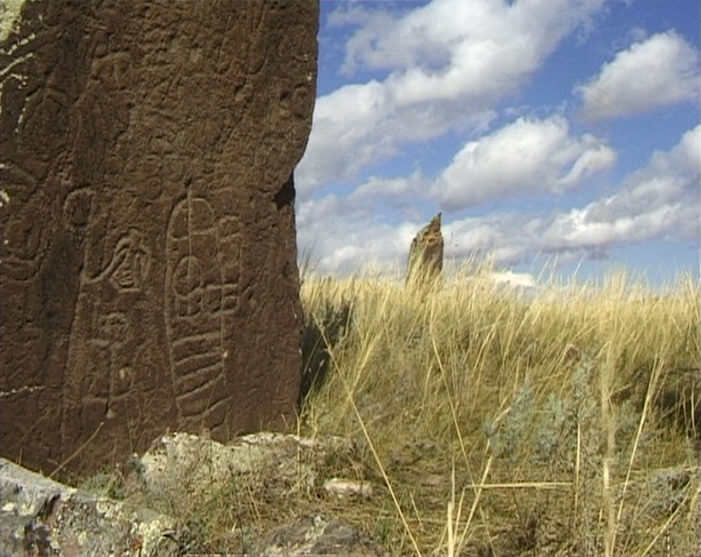
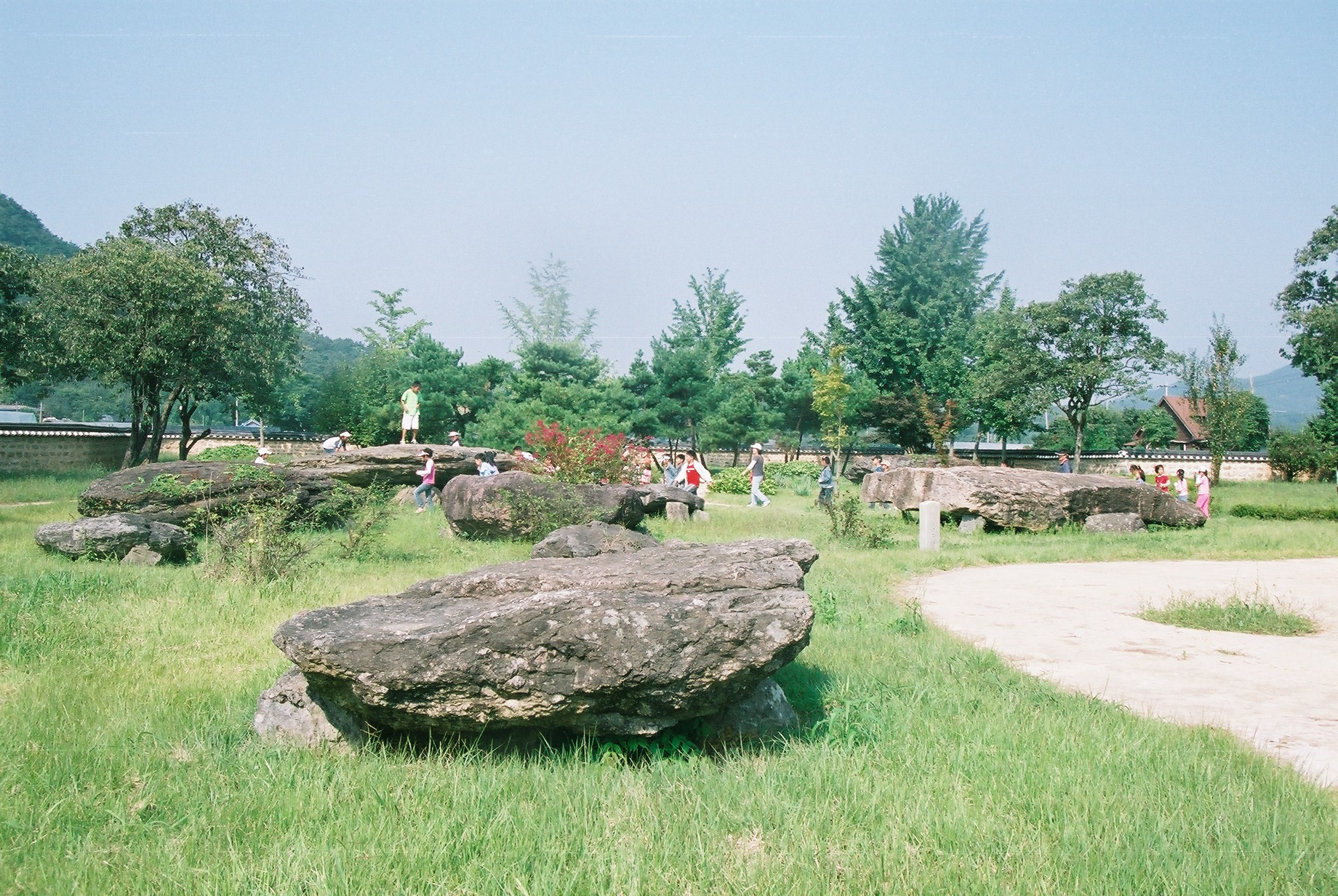
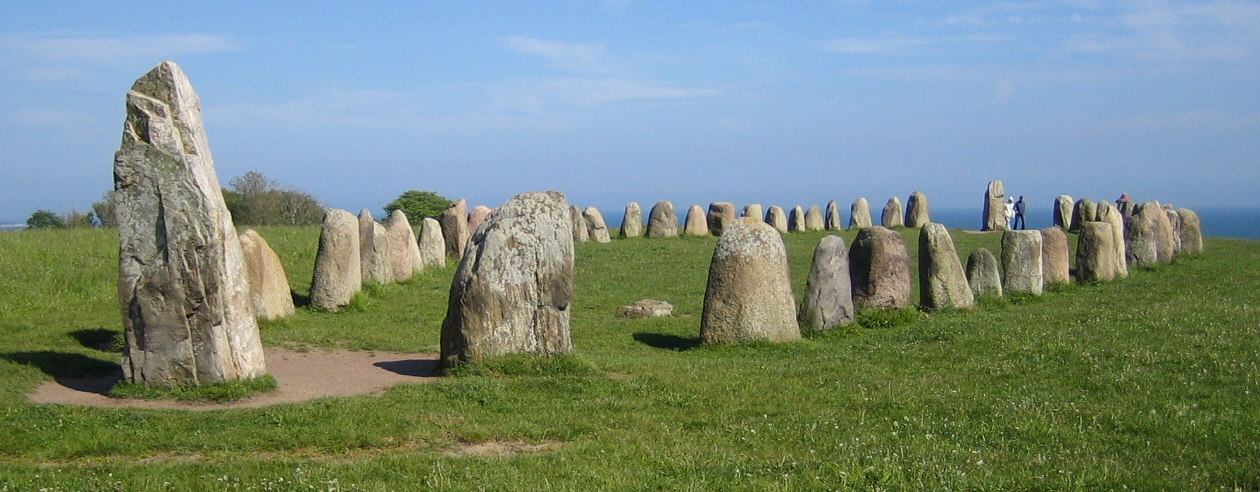
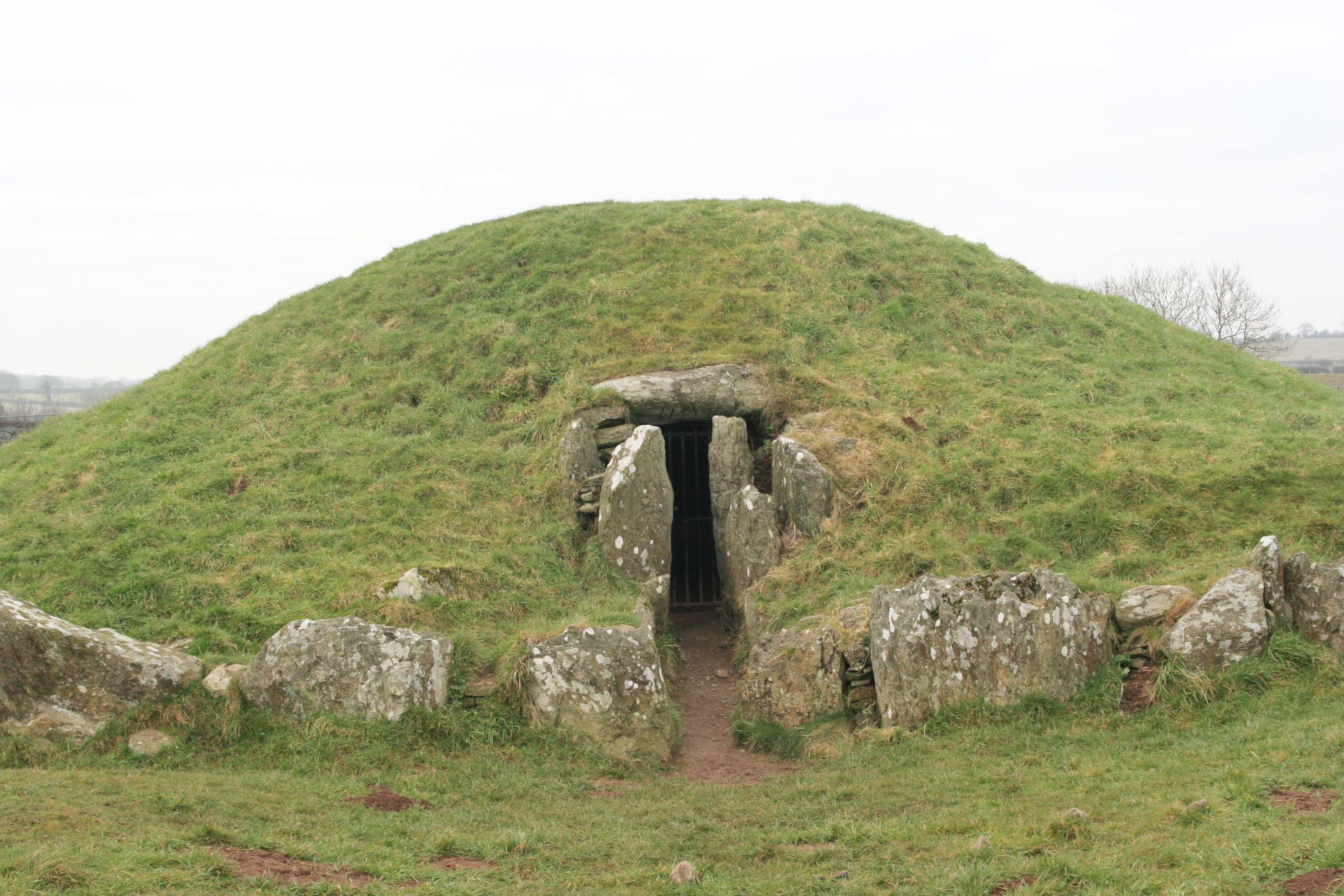
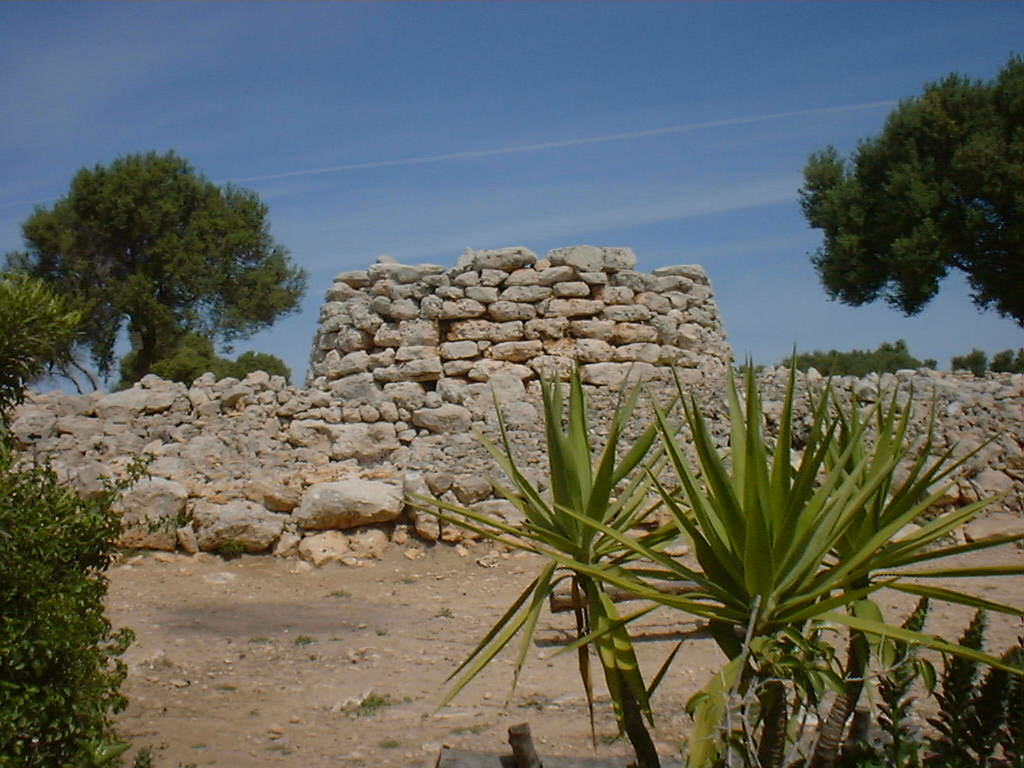
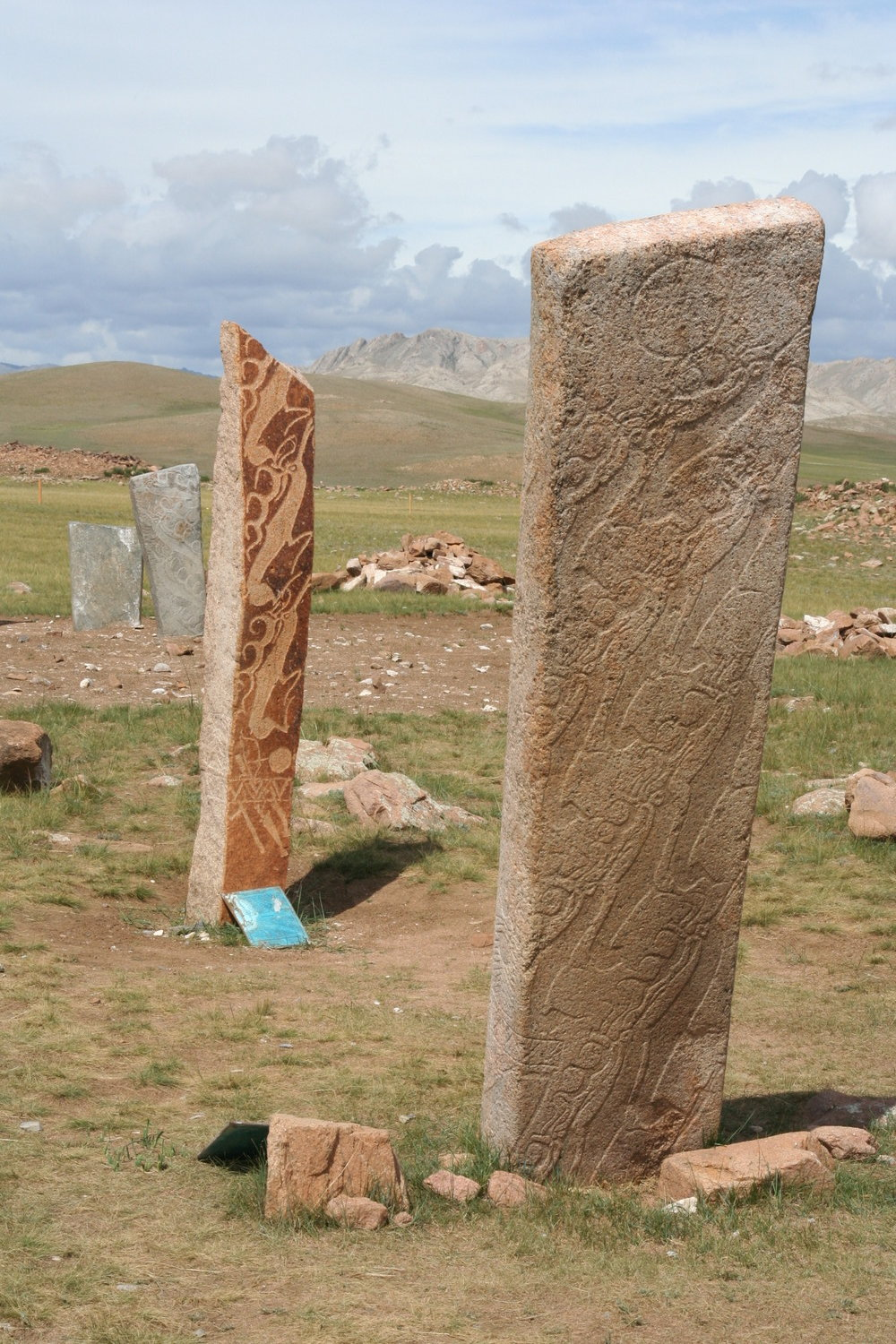
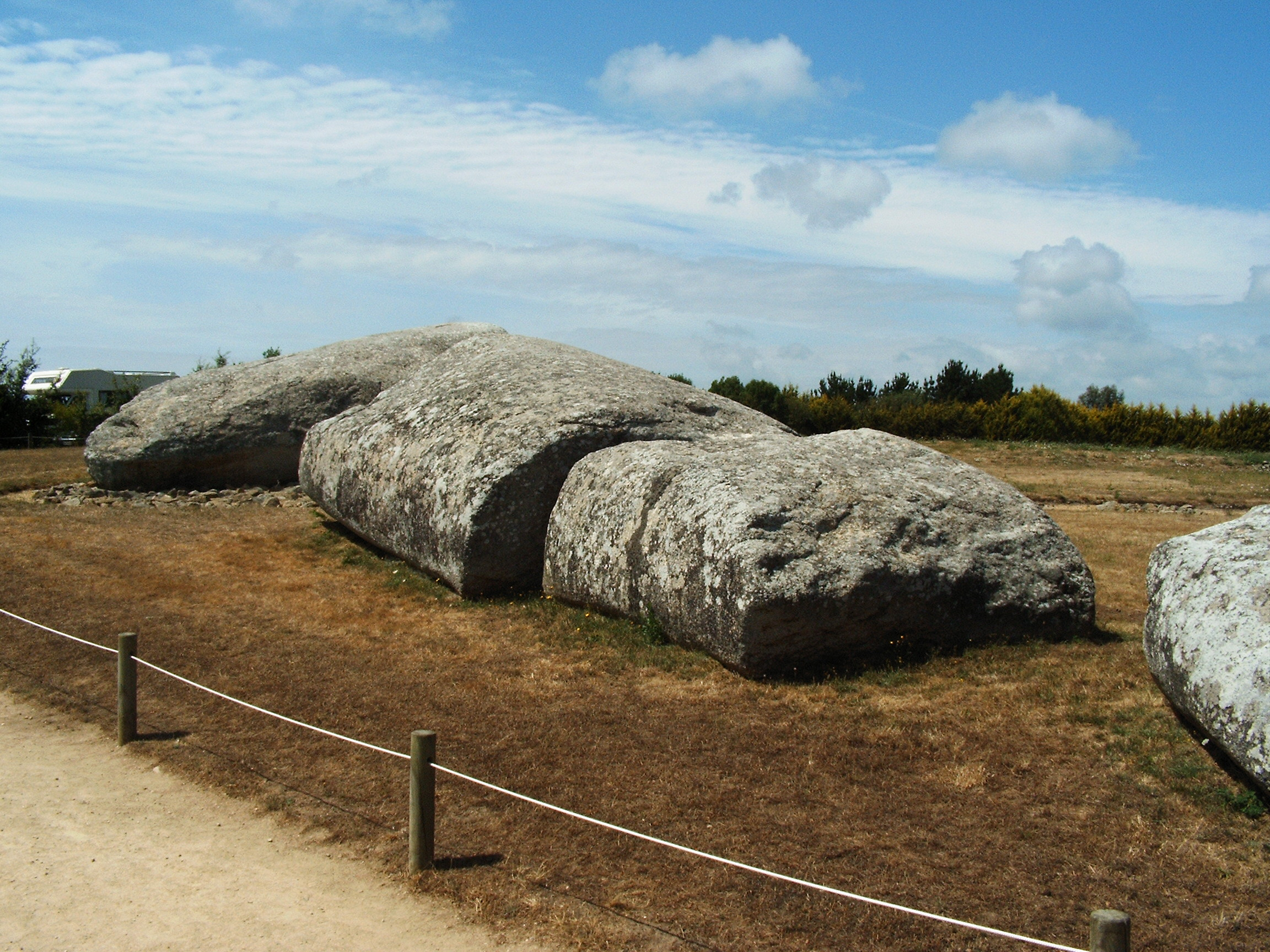
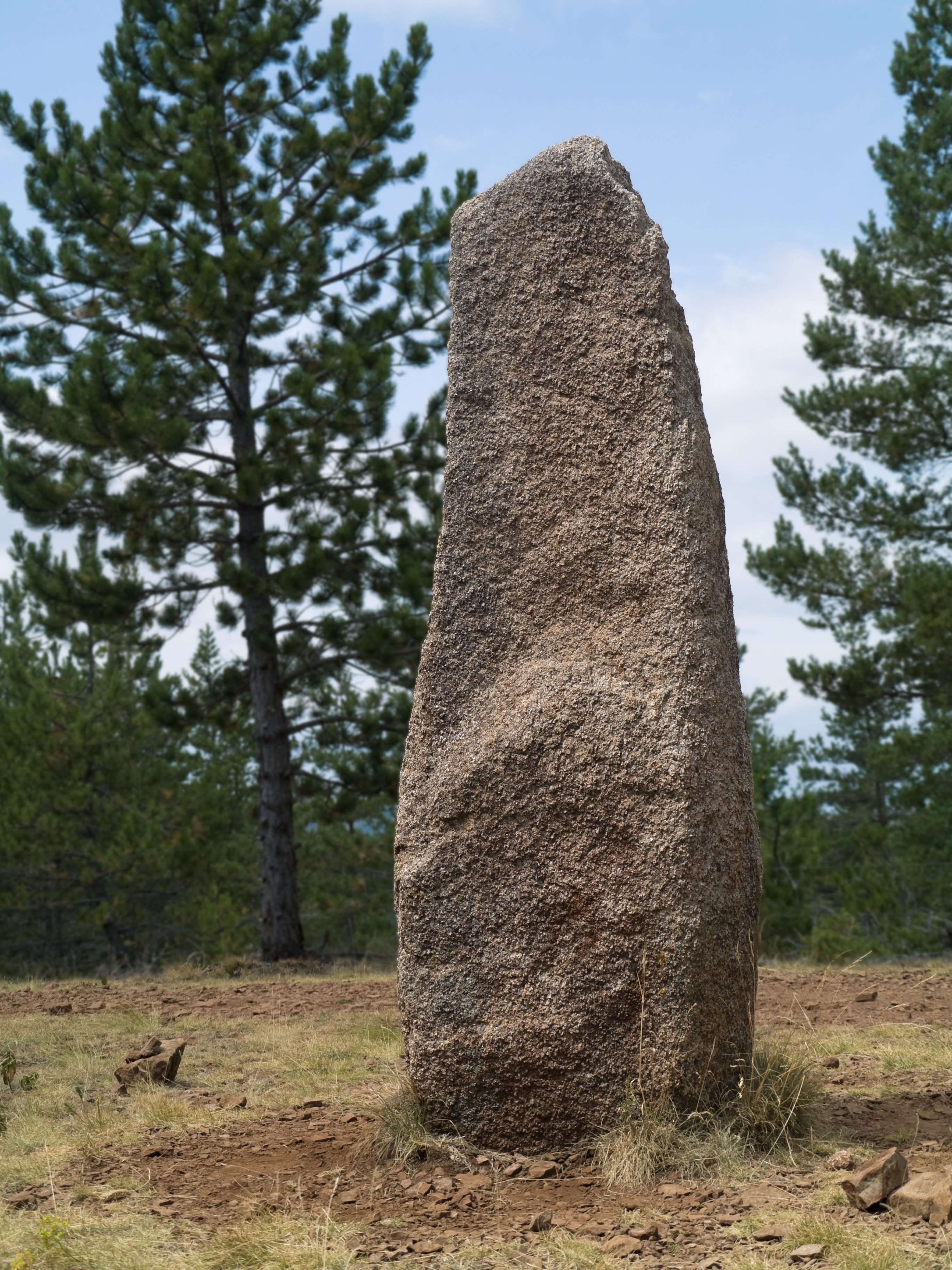

## خرسنگ‌ها در اروپا
استون هنچ انگستان